# Fila
Fila is een Italiaanse sportkledingfabrikant. Sinds 2007 is het merk eigendom van Fila Korea.

## Geschiedenis
Fila werd in 1911 opgericht door de gebroeders Ettore en Giansevero Fila, in het stadje Biella, om kleding voor de lokale bevolking te produceren. Voordat Fila over zou gaan op sportkleding in de jaren zeventig, was het hoofdproduct ondergoed.
De oorspronkelijke eigenaar, Holding di Partecipazioni, verkocht in 2003 Fila aan hedgefonds Cerberus Capital Management. De reden hiervoor was dat de fabrikant in financiële problemen verkeerde. Cerberus droeg het bedrijf direct over aan een van zijn holdings "Sports Brands International". Het enige wat niet in handen kwam van Cerberus was Fila Korea, dat een onafhankelijk bedrijf was dat in licentie Fila-producten verkocht. In 2007 kocht Fila Korea het internationale Fila aan voor 400 miljoen Amerikaanse dollar, waardoor het in één klap het grootste Zuid-Koreaanse sportkledingmerk werd.